# Leo Meyer (Getreidehändler)

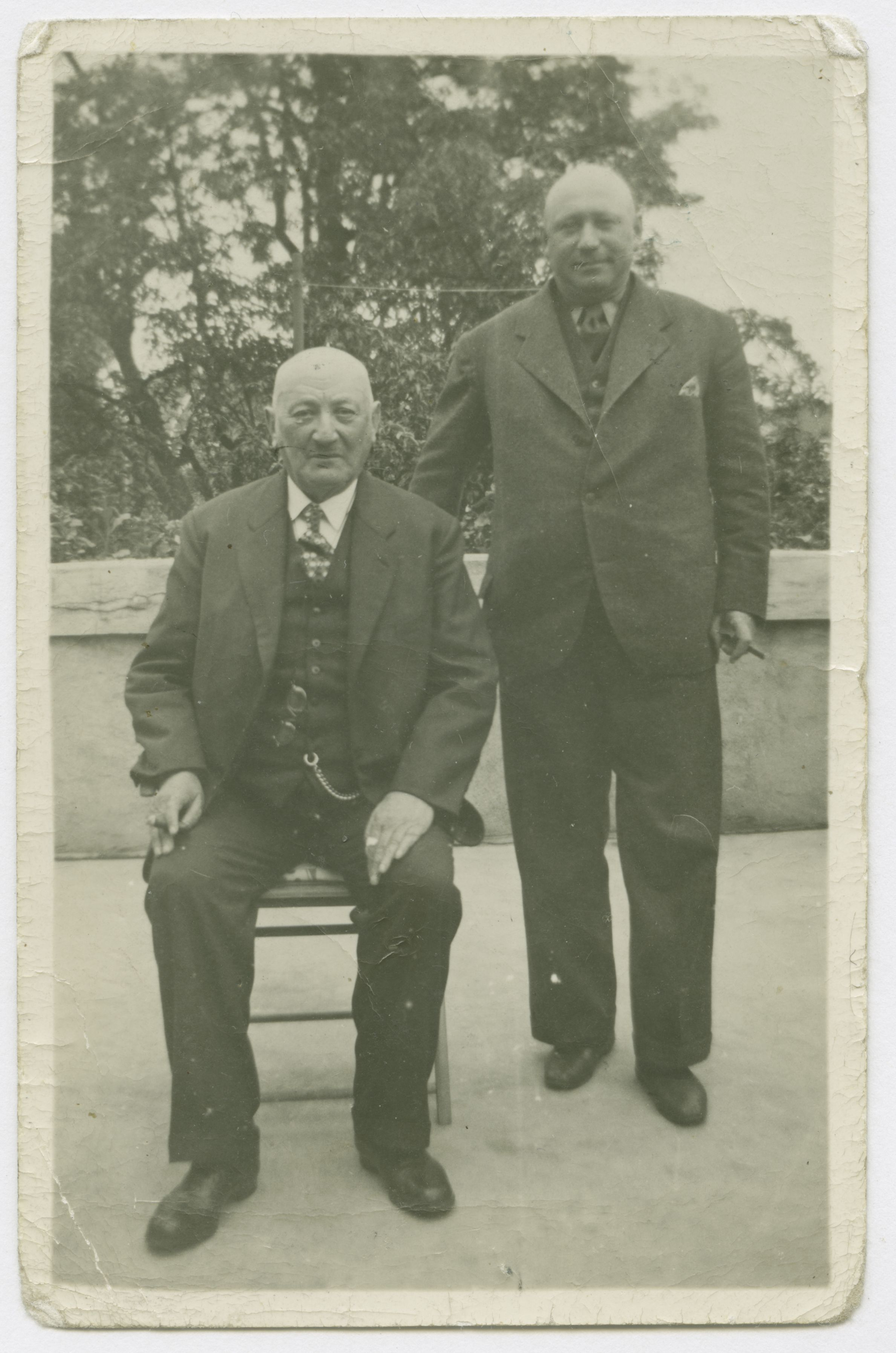
Nathan und Leo Meyer, 1937

Leo Meyer  (* 9. März 1891 in Hilden; † 22. Juli 1953 in Düsseldorf) war ein jüdischer Getreide- und Futtermittelhändler.
Während des Ersten Weltkriegs war Leo Meyer nach vier Jahren an der Front 1917 im besetzten Belgien Ortskommandant im belgischen Oostmalle. Während einer Dürre- und Hungerzeit ließ er im Geheimen aus seinem eigenen Vermögen Nahrungsmittel und Geld an das örtliche Kloster liefern, um die Not der damals aus Lille deportierten französischen Frauen, Kinder und Greise zu lindern.

## Jugendjahre
Leo Meyer wurde am 9. März 1891 in Hilden geboren als Sohn der Eheleute Nathan Meyer (* 3. November 1861 in Erkrath; † 12. November 1938 in Düsseldorf, Viehhändler in Hilden) und Marie Meyer, geborene Rosenberg (* 26. Januar 1860 in Frensdorf (Oberfranken); † 13. September 1941 in Düsseldorf). Er hatte vier Geschwister: Klara, (* 11. April 1888 in Düsseldorf; † 1941 Ghetto Minsk), Clementine (* 15. April 1889 in Hilden; † 23. November 1942 KZ Auschwitz), Josef (* 16. April 1893 in Hilden; † 19. Mai 1916 gefallen in Flandern) und Martha (* 30. April 1895 in Hilden; † Hartford/Connecticut (USA)).
Die Familie Meyer lebte in Hilden Gerresheimer Straße 189/191. Leos Vater Nathan Meyer hatte es als Viehmittelhändler zu beträchtlichem Wohlstand gebracht. Leo Meyer besuchte zunächst die Volksschule in Hilden und danach die Ohligs-Walder Realschule bis zum „Einjährigen“ zu Ostern 1908. Danach absolvierte er eine kaufmännische Ausbildung.

## Im Ersten Weltkrieg
Nach Ausbruch des Ersten Weltkrieges wurde Leo Meyer sofort eingezogen, ebenso wie sein jüngerer Bruder Josef, Student der Rechtswissenschaften und Nationalökonomie. Josef fiel am 19. Mai 1916 im Alter von 22 Jahren an der Seite seines Bruders in einer der vielen Schlachten in Flandern.
Bis 1917 war Leo Meyer vier Jahre lang an der Front im besetzten Belgien eingesetzt. 1917 wurde er in Oostmalle, im Gebäude der örtlichen Gendarmerie als Ortskommandant der Feldgendarmerie stationiert. Oostmalle war ein kleines Landstädtchen mit 1600 Einwohnern auf halbem Wege zwischen Antwerpen und Turnhout.
Gegenüber der Ortskommandantur lag das Kloster „Marie Stella“. An das Kloster waren eine Schule für Mädchen und ein Waisenhaus angeschlossen. Heute befindet sich auf dem Gelände eine katholische Sekundarschule für Jungen und Mädchen, das „Maris Stella Instituut“.
Den Bewohnern in Französisch-Flandern ging es damals insbesondere in der Großstadt Lille nach drei Jahren Besatzung schlecht. Dies war Folge von Einquartierungen, Zwangsabgaben, Zwangsrekrutierungen vieler Männer, Verknappung und Verteuerung der Lebensmittel und der schlechten Ernten des Jahres 1917. Die Ernährungslage war auch nicht zuletzt wegen den Auswirkungen der Seeblockade der Briten katastrophal.
Um eine Hungersnot größten Ausmaßes zu verhindern, hatten die deutschen Besatzer im April und Mai 1917 zumeist Frauen und Kinder nach Flandern östlich von Antwerpen verfrachtet. Solche Deportationen hatte es auch schon zu Ostern 1916 gegeben.
Während Leo Meyers Zeit in Oostmalle lebten auch noch hunderte, französischer „réfugiés (Flüchtlinge)“ aus Lille, in dem kleinen Ort und in den umliegenden Dörfern. Einige dieser Deportierten waren im Kloster und im Waisenhaus untergebracht.
Der junge Kommandant Leo Meyer schrieb seinem Vater in Hilden, er möge ihm Geld schicken. Der Vater schickte sofort 5.000 Goldmark, eine für die damalige Zeit sehr große Summe. Leo Meyer händigte diesen Betrag der französischen Oberin Ambroise des Klosters in Oostmalle aus. Die Nonnen besorgten Nahrungsmittel und verteilten sie und das Geld unter die Notleidenden. Für sie war Leo Meyer jemand, der Mitmenschlichkeit und Hilfsbereitschaft bewiesen hatte. Er war in ihren Augen ein guter Deutscher „un bon boche“.

## Vieh-, Getreide- und Futtermittelhandel
Nach Kriegsende machte sich Leo Meyer in Hilden als Viehhändler selbständig und baute sich daneben ein Geschäft für Getreide- und Futtermittel auf. „Rheinische Futtermittelzentrale Leo Meyer“ und ab 1927 "Hildener Kraftfutterwerk, Leo Meyer" in der Feldstraße 6.
Bedingt durch die Besetzung durch Engländer und Belgier war der Handel behindert. Hinzu kam, dass der Pferdehandel durch die Ausbreitung des Automobils an Bedeutung verlor. Das Anwachsen landwirtschaftlicher Genossenschaften reduzierte den privaten Handel mit Agrarprodukten. Leo Meyer meldete 1929 Konkurs in Hilden an. Seine Grundstücke in der Südstraße, neben dem damaligen Schlachthof, wurden versteigert.
1930 zog Leo Meyer nach Düsseldorf in die Bilker Allee 122 und betrieb von dort aus seinen Futtermittelhandel.

## NS-Zeit
Mit dem Beginn der NS-Zeit erlebte Leo Meyer durch Boykottierung einen kontinuierlichen Rückgang seines Geschäftes. Er musste es Anfang 1938 gänzlich einstellen.
Am 28. Dezember 1935 heiratete er die verwitwete Minna Seckel, geborene Cohn (* 1886 in Hamburg; † 1941 in Minsk). Sie brachte die von ihr adoptierte Edith-Hannelore, geborene Marcus (* 24. Januar 1933 in Elmschenhagen; † 1941 in Minsk) mit in die Ehe. Die Familie zog aus finanziellen Gründen wieder nach Hilden in die Gerresheimer Straße 189. Auswanderungspläne nach Ecuador und Brasilien zerschlugen sich.
Der Landwirt und NS-Ortsgruppenführer Heinrich Thiele (* 22. Oktober 1893 in Benrath; † Februar 1968 in Hilden) wohnte in unmittelbarer Nachbarschaft zu den Familien Meyer in der Gerresheimer Straße 183. Während der Pogromnacht vom 9. auf den 10. November 1938 drang sein Schlägertrupp „de Werth“ bei den Meyers ein. Sie zerschlugen die Fenster, den ganzen Hausrat und das gesamte Mobiliar. Vater Nathan Meyer wurde auf brutalste Weise geschlagen und misshandelt. Er starb drei Tage später am 12. November 1938 im Marien-Hospital Düsseldorf.
Auch auf Leo Meyer schlugen 15–20 SA-Leute mit Faustschlägen ein und traten mit Stiefelabsätzen in sein Gesicht, bis er heftig blutig ohnmächtig wurde. Danach zerschlugen sie noch seinen Radioapparat auf seinem Kopf. Bevor die SA-Leute abzogen, warfen sie noch einen schweren mit Kleidern vollgepackten, Kleiderschrank auf ihn. Nichts in den zwölf Räumen des Doppelhauses war heil geblieben, Bargeld und Schmuck waren gestohlen worden.
Noch während des Pogroms wurde „reichsweit“ die Verhaftung aller „männlichen Juden, besonders vermögender und begüterter und nicht zu hohen Alters“ angeordnet. Von den 141 Juden in Düsseldorf, die zwischen dem 10. und 15. November ins Gefängnis des Polizeipräsidiums kamen, wurden 87 ins Konzentrationslager Dachau verfrachtet.
Leo Meyer wurde am 15. November 1938 verhaftet und erst am 2. Januar 1939 aus dem Gefängnis entlassen. Nach seiner Freilassung wohnte er wieder bei seiner Familie in Hilden. In seinem Pogrombericht nimmt er an, dass er wegen seiner guten Papiere als Teilnehmer des Ersten Weltkrieges und als Träger des Ehrenkreuzes für Frontkämpfer nicht nach Dachau deportiert wurde.

## Flucht nach Belgien
Von nichtjüdischen Freunden in Köln wurde er vor einer bevorstehenden Verhaftung durch die Gestapo gewarnt. Leo Meyer verließ am 1. Mai 1939 fluchtartig noch rechtzeitig sein Haus und versteckte sich in Köln.
Nach drei vergeblichen Versuchen, mit „Judenschmugglern“ über die „Grüne Grenze“ nach Belgien zu gelangen, glückte es ihm beim vierten Mal. Leo Meyer bat am 11. Juli 1939 völlig mittellos im Kloster von Oostmalle um Hilfe. Er war dort kein Unbekannter, die jetzige Oberin Béatrix (Amélie Briquet mit bürgerlichem Namen * 1879; † 12. November 1945 in Oostmalle) und die Nonnen nahmen ihn freundlich auf. Er bekam eine begrenzte Aufenthaltsgenehmigung, die zunächst auf einen Monat begrenzt war. Jedoch bewirkten Oberin Béatrix und der Bürgermeister immer wieder eine Verlängerung.

## Internierung in französischen Lagern
Am 10. Mai 1940 begann der „Westfeldzug“ des Zweiten Weltkrieges. Die Deutschen marschierten in Belgien und in den Niederlanden ein. Zum selben Zeitpunkt fanden in Belgien Massenverhaftungen von Ausländern und anderen „Verdächtigen“ statt. Darunter war auch Leo Meyer. In Zügen wurden sie in verschiedene Lager transportiert und interniert. Leo Meyer kam erst nach Saint Cyprien in Südfrankreich im Département Pyrénées-Orientales. Am 31. Oktober 1940 verließen 3870 Männer Saint Cyprien, darunter Leo Meyer. Sie wurden nach beschwerlichen Fußmärschen in dem größten, südfranzösischen Internierungslager Gurs, zusammen mit etwa 12.000 anderen Internierten, eingesperrt. Leo Meyer hatte nur die Kleider bei sich, die er bei der Verhaftung trug.
Ohne die tatkräftige Hilfe der französischen Oberin Béatrix des Klosters in Oostmalle, wäre Leo Meyer in diesem Lager verhungert, an einer Krankheit gestorben oder in ein Vernichtungslager deportiert worden. Sie erwirkte nach mehreren Eingaben eine befristete Beurlaubung („congé de maladie“) und die Unterbringung bei ihrem jüngeren Bruder Joseph Briquet (* 1900; † 28. Februar 1949) und seiner Frau Marie. Er war Müller von Beruf und lebte mit seiner Familie in „La Chaize“ in der Gemeinde Saint-Martial-le-Mont im Département Creuse im Limousin in der „zone libre“, also im unbesetzten Teil Frankreichs.
Leo Meyer überlebte mit Hilfe der Familie Briquet und anderer tapferer Franzosen, darunter auch der Lehrer des kleinen Ortes Monsieur Pradeau, der auch Bürgermeister war. Dies galt besonders für die Zeit nach dem 11. November 1942, als die deutsche Wehrmacht nun auch die sogenannte „Freie Zone“ (Vichy-Frankreich) besetzte und dann in Razzien Jagd auf Juden und Partisanen machte.
Leo Meyer hatte schon vor seiner Deportation nach Südfrankreich die jüdische Janka Slomovic (* 10. Mai 1903 bei Sighet; † 30. Mai 1986 in Düsseldorf) in Antwerpen kennengelernt. Als die Deutschen in Belgien einmarschierten, war sie zuerst nach Nizza geflohen. Dort war sie 1943 untergetaucht und hatte sich dann monatelang bis nach La Chaize bei Saint-Martial-le-Mont durchgeschlagen. Sie traf dort am 28. März 1944 ein. Bürgermeister Pradeau machte sie zu einem „Flüchtling aus dem Elsass“ und hatte ihr ein Versteck besorgt. Leo und Janka wurden ein Paar.

## Die Familie
Am 13. September 1941 starb Leo Meyers Mutter Marie Meyer in Düsseldorf.
Von Düsseldorf aus wurden am 10. November 1941 Leo Meyers Frau Minna, ihre Adoptivtochter Edith Hannelore und seine Schwester Klara Wege ins Ghetto Minsk deportiert und dort oder an einem anderen Ort in der Nähe ermordet.
Seine zweitälteste Schwester Clementine heiratete am 10. November 1911 den in Hilden wohnenden Viehhändler und Schlachter Daniel Stoppelman (* 14. Januar 1878 in Winschoten; 23. November 1942 in Auschwitz). Aus der Ehe entstammten drei Kinder: Gerda (* 7. August 1912 in Oldenburg; † 23. November 1942 in Auschwitz), Ellen (* 13. Juni 1914 in Oldenburg) und Margot (* 18. November 1919 in Bremen). Clementine Stoppelman, ihr Mann Daniel und ihre Tochter Gerda wurden am 23. November 1942 in Auschwitz ermordet.
Leos Schwester Martha hatte 1923 den Hildener Schlachter Leo Kaufmann geheiratet. Sie waren nach Hartford (Connecticut) in die USA ausgewandert.

## Nachkriegszeit
Nach der Befreiung durch Alliierte Truppen zogen Leo Meyer und Janka Slomovic zunächst nach Saint-Priest-Taurion in der Nähe von Limoges im Département Haute-Vienne. Sie heirateten im Juli 1946. Noch im selben Jahr wurde ihre Tochter, Marie Régine (Cohn,* 1946 in Saint-Priest-Taurion; 2024 gestorben in Haifa) geboren.
Erst im April 1949 gelang es Leo Meyer, mit seiner kleinen Familie nach Hilden zurückzukehren. Er war der einzige Jude, der nach der NS-Zeit nach Hilden zurückkehrte.
Seine Rückkehr war keine Heimkehr. Seine Hoffnung auf Gerechtigkeit, auf Unterstützung und zügige Rückerstattung des „arisierten“ Haus- und Grundbesitzes seiner Familie erfüllte sich nicht. Leo Meyer starb am 22. Juli 1953 in Düsseldorf.

## Gedenken

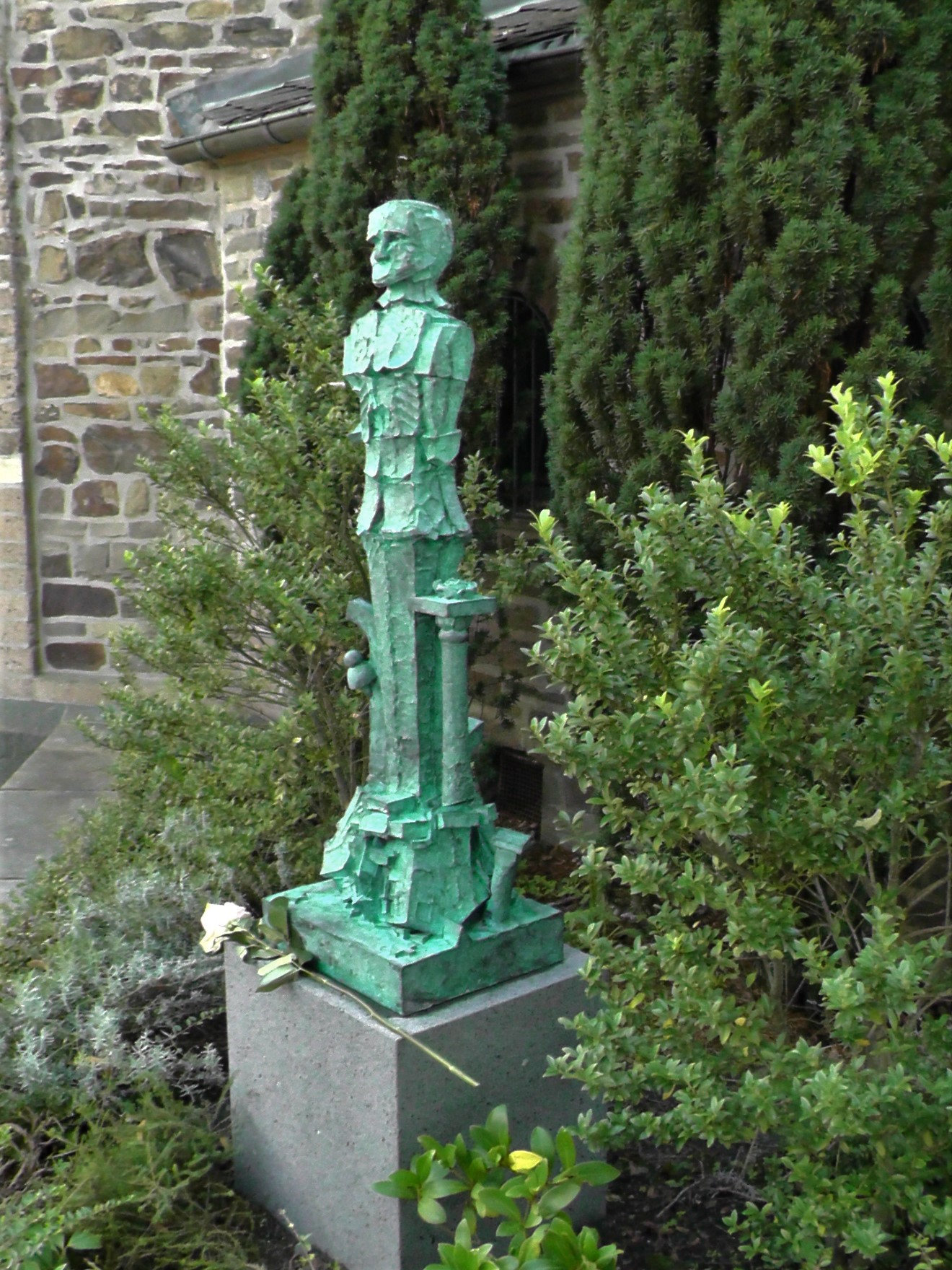
Skulptur zum Gedenken

Zum Andenken an Leo Meyer wurde im August 2023 neben der Sakristei der Reformationskirche in Hilden eine Skulptur aufgestellt. Sie wurde von dem Bildhauer Christian Lüttgen erschaffen.
Stolpersteine für die Familie Meyer wurden vor dem Haus Gerresheimer Straße 189/191 im Gedenken an Nathan Meyer, Minna Meyer, Hannelore Cohn und Klara Wege geb. Meyer verlegt.